# Drew Tyler Bell

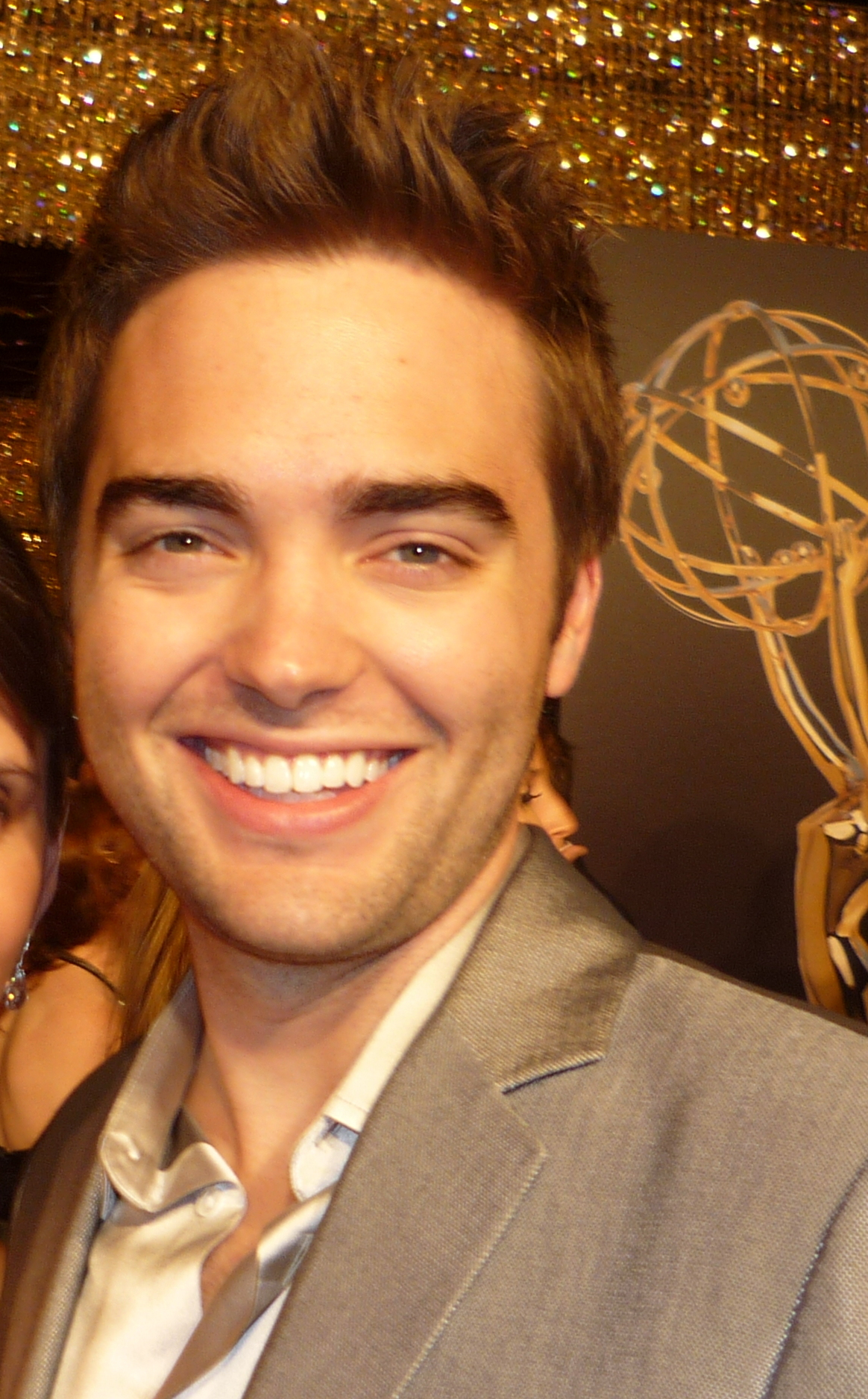
Drew Tyler (2010)

Drew Tyler Bell (* 29. Januar 1986 in Indiana) ist ein US-amerikanischer Schauspieler.

## Leben und Karriere
Bell verbrachte seine Kindheit in Ohio, wo seine Eltern schon früh sein künstlerisch-musisches Talent entdeckten. Er lernte neben Gesang auch Gitarre- und Klavierspielen. In der Highschool erkannte er sein schauspielerisches Talent und zog 2003 nach Los Angeles. Er spielte eine Gastrolle in der Fernsehserie Jake 2.0 und eine Rolle in dem Kinofilm Jeepers Creepers 2.
Darauf wurden die Reich und Schön-Produzenten auf Bell aufmerksam und gaben ihm die Rolle des Thomas Hamilton Forrester, den Sohn des Modedesigners Ridge Forrester und der Psychologin Dr. Taylor Hayes Forrester. In dieser Rolle stand er an der Spitze der neuen Teenagerhandlungen in der Serie. Im Januar 2006 wurde er aus seinem Vertrag entlassen, spielte aber weiterhin in wiederkehrender Basis in der Serie mit. Ab April 2011 wurde seine Rolle von Adam Gregory übernommen. 2009 spielte er eine Rolle in der Serie 90210
Bell ist seit Juni 2009 mit Sarah Grunau Bell verheiratet.